# 鹿まんじゅう
鹿まんじゅう（しかまんじゅう）は、兵庫県豊岡市にある一柳堂が製造、販売する菓子。

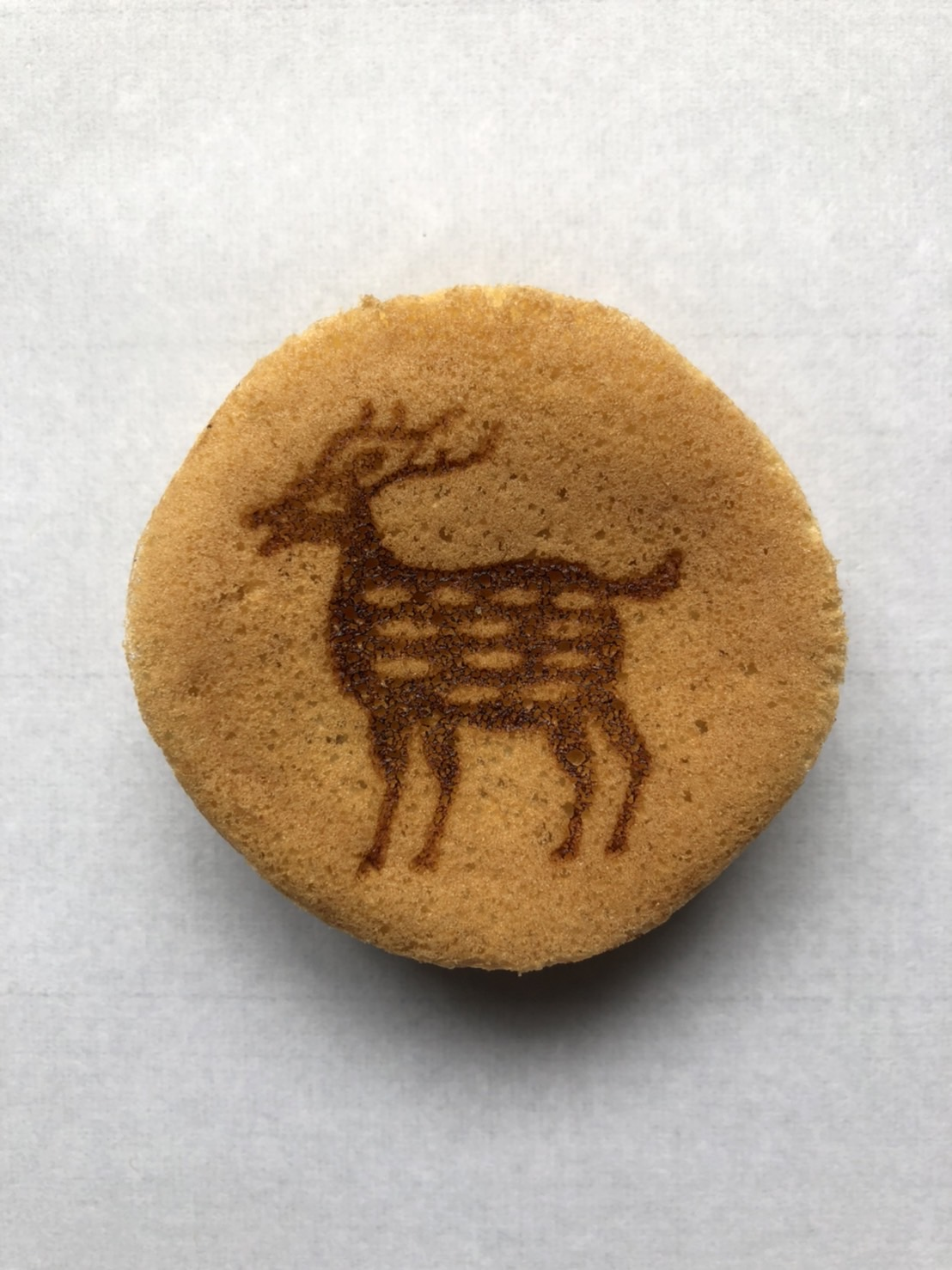
鹿饅頭の外観

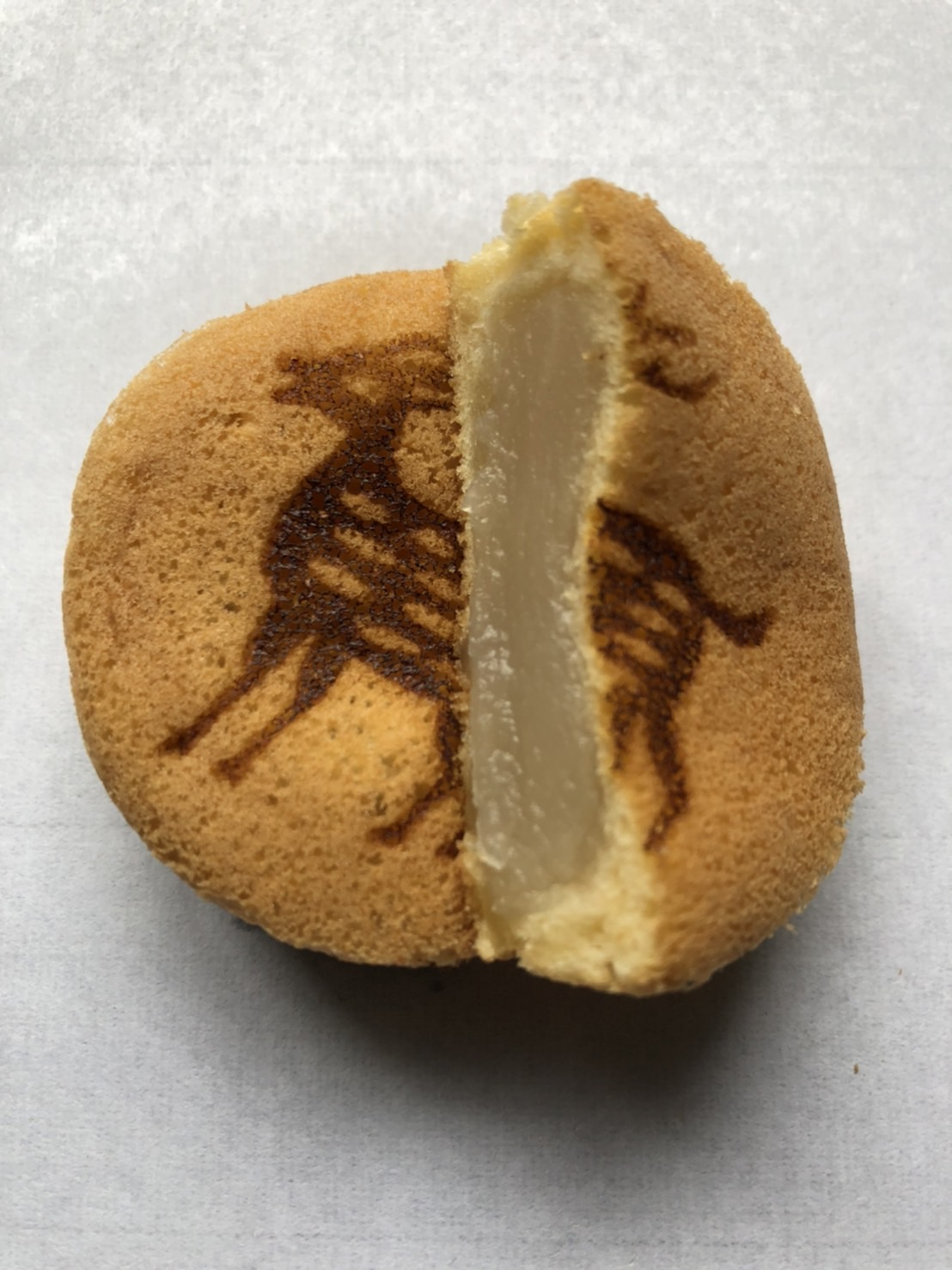

中央に鹿の焼き印が押され、薄生地の中に白あんが詰まった饅頭である。「鹿饅頭」とも書く。

## 概要
1903年（明治36年）創業の一柳堂で作られている。トレードマークの中央の鹿の焼き印も含め、一つ一つ手作業で焼き上げている。初代の祖父が考案して以来、製造方法はほとんど変わっていない。
命名の由来は不明だが、初代が材料に使う清水を汲みに行った際、鹿が清水を飲んでいたことが始まりではないかとされている。